# Alfred Mallebrein
Alfred Josef Franz Mallebrein (* 29. November 1907 in Freiburg im Breisgau; † 16. November 1982 in Hinterzarten) war ein baden-württembergischer Verwaltungsjurist.

## Leben
Mallebrein war der Sohn eines Architekten und studierte Rechtswissenschaften in Freiburg und Heidelberg. Er war seit 1927 Mitglied der katholischen Studentenverbindung KDStV Ripuaria Freiburg im Breisgau im CV. Er legte 1930 die erste und 1933 die zweite juristische Staatsprüfung ab.
Nach dem Eintritt in die badische Innenverwaltung war er ab 1935 beim Bezirksamt Villingen tätig, wo er 1937 Regierungsrat wurde. Am 14. November 1937 beantragte er die Aufnahme in die NSDAP und wurde rück wirkend zum 1. Mai desselben Jahres aufgenommen (Mitgliedsnummer 5.057.648). Von 1939 bis 1940 war er im Kriegsdienst. Ab 16. Dezember 1940 war er kommissarischer und ab 1942 planmäßiger Polizeidirektor in Baden-Baden. Vom 1. Juli 1943 bis 15. Oktober 1945 war er im Wehrdienst bzw. in französischer Kriegsgefangenschaft. 
Am 1. Juli 1947 erfolgte die Wiederaufnahme in die badische Innenverwaltung als Regierungsrat beim Landratsamt Lörrach. Von 1949 bis 1972 war er Landrat des Landkreises Neustadt/Schwarzwald bzw. nach dessen Umbenennung 1956 des Landkreises Hochschwarzwald.
Von 1950 bis 1973 war er Vorsitzender der Verkehrsgemeinschaft Hochschwarzwald.
Er war römisch-katholischer Konfession.

## Auszeichnungen
- 1977 Verdienstmedaille des Landes Baden-Württemberg
- 1980 Bundesverdienstkreuz 1. Klasse